# Jay Schellen
Jay Schellen, né le 20 mai 1960 à Albuquerque au Nouveau-Mexique, est un batteur américain, membre du groupe de rock progressif anglais Yes, ayant tourné avec le groupe en tant que musicien additionnel depuis 2016 avant d'en devenir membre officiel en 2023, à la suite du décès du batteur de longue date Alan White. Schellen a également travaillé avec un certain nombre d'autres groupes de heavy rock et de rock progressif, notamment avec Hurricane, Asia, World Trade, Circa et Unruly Child.

## Biographie

### Jeunesse et début musicaux (1960-1979)
Jay Shellen est né le 20 mai 1960 à Albuquerque, au Nouveau-Mexique[source secondaire souhaitée]. Certaines sourcent mentionnent sa véritable identité comme Jay Schellenbaum, cependant son site officiel indique Jay David Schellen dans sa biographie.

### Premières participations (1981-1986)
En 1981, Jay Schellen passe avec succès une audition à Los Angles pour Glen Sherba et se produit avec le groupe de ce dernier trois heures plus tard. Il répète aussi avec Jeff Scott[source secondaire souhaitée], avec lequel il engistre l'album Ten Stories en 1983.

### Hurricane (1986-1991 et 2001)
De 1986 à 1991, Jay Schellen est le batteur du groupe américain de heavy metal, Hurricane, auquel font partie aussi le chanteur, Kelly Hansen, le guitariste Robert Sarzo et le bassiste Tony Cavazo. Le groupe enregistre trois albums pendant cette période : Take What You Want (1986), Over The Edge (1988) et Slave To The Thrill (1990). Le groupe se sépare ensuite avant de se reformer en 2002 pour l'enregistrement d'un quatrième album : Liquifury. Jay Schellen ne fera pas partie des autres reformations du groupe à partir de 2010.

### Unruly child, Lynx et World Trade (1992-1995)
En 1992, Bruce Gowdy, son partenaire dans Stone Fury, le propose de rejoindre son nouveau groupe Unrul Child, qui sort un album homonyme,. L'année suivante, il enregistre en Europe avec le groupe pop Lynx l'album de même nom. En 1995, Jay Schellen rejoint le groupe de rock progressif World Trade, avec Bruce Gowdy et Billy Sherwood. Le groupe enregistre l'abum Euphoria,.

### Sircle of Silence (1995-1997)
En 1995, Schellen forme le groupe Sircle Of Silence avec le chanteur David Reeces, le guitariste Larry Farkas, et le bassiste Greg Chaisson. Le groupe publie deux albums : Sircle of Silence, en 1993, et Suicide Candyman, en 1994,.

### Unruly Child, BillySherwood et Conspiracy (1998-2003)
En 1998, Jay Schellen retrouve le groupe Unruly Child avec lequel il enregistre l'album Waiting to the Sun. L'année suivant, il retrouve Billy Sherwood de World Trave, avec lequel il enregistre la pièce de 15 minutes The Big Peace, qui comme il le déclare, contient, l'un de ses « jeux de batterie les plus créatifs à ce jour ».

### Asia et GPS (2004-2016)
En 2004, Jay Schellen participe avec Billy Sherwood à l'enregistrement de l'album Silent Nation d'Asia, avec le chanteur John Payne. Il part en tournée avec ce groupe en 2005. En 2006, Asia se reforme dans sa configuration d'origine, avec John Wetton au chant. John Payne fonde alors le groupe GPS, ave les anciens membres d'Asia dont Jay Schellen à la batterie, lequel enregistre l'album Window to the Soul en 2006. Payne fonde ensuite le groupe « Asia featuring John Payne », lequel comprend Jay Schellen. Le groupe enregistre l'album en concert Extented Versions en 2007 et l'EP Military Man en 2009.

### Yes (depuis 2016)
En 2016, Jay Schellen remplace temporairement le batteur de Yes, Alan White, lors de la tournée nord-américaine du groupe de 2016, pendant que White se remet d'une opération du dos, et il continue à jouer dans le groupe aux côtés de White pendant la convalescence de ce dernier jusqu'en février 2017. Pour les spectacles Cruise to the Edge de février 2018, Schellen se produit à nouveau en tant que deuxième batteur pour soutenir White, qui lutte contre une infection bactérienne dans ses articulations depuis novembre 2017. Schellen remplace White lors des dates de la tournée Close to the Edge au Royaume-Uni et en Irlande en 2022, peu de temps avant la mort de ce dernier en mai 2022. Schellen est annoncé comme membre permanent de Yes en février 2023.

## Discographie

### Hurricane
- 1986 : Take What You Want
- 1988 : Over the Edge
- 1990 : Slave to the Thrill
- 2002 : Liquifury

### Unruly Child
- 1992 : Unruly Child
- 1999 : Waiting to the Sun

### Lynx
- 1993 : Lynx

### Sircle of Silence
- 1993 : Sircle of Silence
- 1994 : Suicide Candyman

### World Trade
- 1995 : Euphoria

### GPS
- 2006 : GPS - Window To The Soul

### Asia featuring John Payne
- 2007 : Extented versions
- 2009 : Military Man (EP)

### Yes
- 2017 : Topographic Drama – Live Across America
- 2019 : Yes 50 Live
- 2020 : The Royal Affair Tour: Live from Las Vegas
- 2021 : The Quest
- 2023 : Mirror to the Sky

### Participations
- 1983 : Jef Scott - Ten Stories
- 1995 : Marcie Free - Tormented
- 1995 : Various artists - Jeffology – A Guitar Chronicle
- 1995 : Stream -Take It Or Leave It
- 1996 : Murderer's Row - Murderer's Row
- 1996 : Various artists - Crossfire – A Salute to Stevie Ray
- 1999 : Billy Sherwood - The Big Peace
- 1999 : Air Pavilion - Sarrph Cogh
- 1999 : Chris Squire & Billy Sherwood - Conspiracy
- 2003 : Conspiracy - The Unknown
- 2018 : Peter Banks - Be Well, Be Safe, Be Lucky... The Anthology
- 2018 : Dukes of the Orient - Dukes of the Orient
- 2020 : David Cross and Peter Banks - Crossover
- 2021 : Tony Kaye - The End of Innocence